# Таннгаузен (Баден-Вюртемберг)
Таннгаузен (нім. Tannhausen) — громада в Німеччині, знаходиться в землі Баден-Вюртемберг. Підпорядковується адміністративному округу Штутгарт. Входить до складу району Східний Альб.
Площа — 17,73 км2. Населення становить 1812 ос. (станом на 31 грудня 2020).